# Dean Martin
Dean Martin (geboren als Dino Paul Crocetti) (Steubenville (Ohio), 7 juni 1917 – Beverly Hills (Californië), 25 december 1995) was een Amerikaans filmacteur, zanger, komiek en tv-persoonlijkheid.

## Biografie
Martin werd geboren in Steubenville (Ohio). Zijn ouders waren van Italiaanse afkomst. Zijn vader, Gaetano Crocetti, kwam oorspronkelijk uit Montesilvano (in de provincie Pescara) terwijl zijn moeder, Angela Barra, in Amerika werd geboren uit ouders van Abruzzo-afkomst. Hij verliet de school op zijn zestiende en deed verschillende klussen, waaronder boksen en werken bij een benzinestation, totdat hij zich onder de artiestennaam Dean Martin wist te vestigen als zanger in New Yorkse clubs. Om meer kansen te hebben om zijn carrière een boost te geven veranderde Dino Paul Crocetti namelijk zijn naam legaal in een meer Amerikaanse naam (de zanger koos de achternaam Martin omdat het een Engelstalige versie was van de achternaam van de Italiaanse tenor Nino Martini).
Martin ontmoette Jerry Lewis voor het eerst in de Glass Hat Club in New York, waar ze beiden optraden. De twee artiesten vormden een succesvol comedyduo, een werkrelatie die ongeveer tien jaar duurde. De eerste keer dat hij met Jerry Lewis samenwerkte was op 25 juli 1946 in Club 500 in Atlantic City en samen ontwikkelden ze een succesvolle komedieroutine. Het debuut van het duo werd echter niet goed ontvangen, en Club 500-eigenaar Skinny D'Amato waarschuwde Martin en Lewis dat ze eruit gegooid zouden worden als ze geen betere act konden opvoeren. Lewis en Martin ontmoetten elkaar snel in het steegje achter de club en besloten hun show te verdelen in liedjes, sketches, waarbij Lewis het "stoute jongetje" van de komedie zou spelen, een geïmproviseerde komedie dus. Het duo kreeg uiteindelijk succes en begon aan een reeks succesvolle optredens in het hele land, met als hoogtepunt een show in de New Yorkse nachtclub Copacabana. De act bestond uit Lewis die Martin onderbrak en irriteerde terwijl hij probeerde te zingen, waarbij de twee elkaar uiteindelijk achterna zaten op het podium. Het geheim van het succes van de show, zeiden ze beiden, was dat ze het publiek negeerden en alleen met elkaar in interactie trachtten te treden, om het zo spontaan mogelijk te maken.  Naast het spelen van vele sketches op televisie en het hebben van een eigen radioshow, maakte het duo hun eerste film My Friend Irma in 1949 en in 1951 speelden ze een rol in de filmhit At War with the Army. De dertien films die ze daarna maakten waren op de formule van deze film gebaseerd. Samen maakten ze zestien films, van My Friend Irma (1949) tot Hollywood of Death! (1956). 
Hun agent, Abby Greshler, onderhandelde voor hen een van de beste zakelijke deals in de geschiedenis van Hollywood: ondanks het feit dat ze samen slechts 75.000 dollar van de winst van hun films ontvingen, waren Martin en Lewis vrij om als onafhankelijke één film per jaar te maken, die ze zouden coproduceren via York Productions, waarvan ze eigenaar waren. Zij hadden ook de volledige controle over hun club-, platen-, radio- en televisieoptredens, waarmee zij miljoenen dollars verdienden.
Hun gezamenlijk televisiedebuut was in 1950 in The Colgate Comedy Hour, een gevarieerde show die zij tussen 1950 en 1955 ook af en toe zouden presenteren.
Door groeiende persoonlijke meningsverschillen echter werd het artistieke partnerschap en dus de samenwerking met Lewis, op 24 juli 1956 afgebroken. Minachtende commentaren van critici en frustratie over de routine van hun filmscripts, die Paramount-producer Hal Wallis zo gelijk mogelijk wilde houden om het succes van het koppel te maximaliseren, leidden er namelijk toe dat Martin ontevreden werd over de situatie waarin zijn carrière werd gekanaliseerd. Hij werd steeds minder enthousiast over zijn werk, wat leidde tot voortdurende onenigheid met Lewis. Martin ging zelfs zover te verklaren dat zijn partner "niets anders voor hem betekende dan dollartekens". Het paar ging uit elkaar in 1956, na tien jaar van vruchtbare artistieke samenwerking.
Velen dachten dat Martins carrière zonder zijn partner op een neergang afstevende. Maar tot veler verrassing had Dean Martin hierna een succesvolle solocarrière, waarin hij films maakte die vaak sterk afweken van de films die hij samen met Lewis maakte. Hij boekte veel succes als solo-acteur, zowel in komedie als drama, zoals in 1958 toen hij de hoofdrol speelde in The Young Lions met Marlon Brando en Montgomery Clift. In 1959 speelde hij de complexe rol van de alcoholistische Dude, John Waynes hulpsheriff in de western Rio Bravo.
In de jaren vijftig behaalde hij ook internationaal succes als zanger. In 1954 verscheen That's Amore, een van zijn meest geliefde liedjes, geschreven door zijn Italiaans-Amerikaanse vriend en collega Harry Warren. Het lied is ook een verklaring van genegenheid voor Napels en de tradities van zijn oorsprong zoals pizza, wijn, keuken en de tarantella. In 1956 stond hij vijf weken op nummer één in de Amerikaanse hitparade en vier weken in de UK Singles Chart met de single Memories are made of this. Hij nam ook enkele Italiaanse liedjes op, zoals Innamorata, In Napoli en Simpatico. In 1958 stond Return to me acht weken lang op de nummer 1-positie in Nederland en nummer acht in Noorwegen.
In de jaren 60 was hij een van de vaste leden van de Rat Pack, een beroemde/beruchte vriendenclub/groep acteurs en zangers onder leiding van zijn vriend Frank Sinatra met wie hij een aantal populaire films maakte. Hij speelde in verschillende films met de Rat Pack, waaronder Ocean’s 11, Sergeants 3 en Robin and the 7 Hoods. In de optredens van de Rat Pack speelde Martin vaak de rol van zware drinker. Maar, zoals zijn zoon later onthulde, wat hij op het podium dronk was geen alcohol, maar appelsap.
Tussen 1966 en 1969 maakte hij een serie van vier films als geheim agent Matt Helm en van 1965 tot 1974 was hij gastheer van zijn eigen wekelijkse televisieshow op NBC, The Dean Martin Show. De laatste van zijn 51 films was Parallel Conspiracies uit 1987. Hij ging in 1988 met pensioen na een concerttournee met Sinatra en Sammy Davis Jr., zijn Rat Pack-makkers en vrienden. "De voldoening die ik krijg van het werken met deze twee luilakken is dat wij meer plezier hebben dan het publiek," zei Martin erover. 
Zijn teruglopende gezondheid en afnemende populariteit zorgden ervoor dat hij vanaf de jaren 70 alleen nog veel theaterwerk deed. In 1988 trok hij zich compleet terug uit de showbusiness, nadat hij tijdens een tour met andere Rat Pack-leden Frank Sinatra en Sammy Davis jr. ziek was geworden. Uiteindelijk heeft Dean Martin in 51 films een rol gespeeld, waarvan zestien met Jerry Lewis, negen met de Rat Pack en vier Matt Helm-films.
Net als bij Sinatra gingen er geruchten dat Martin contacten had met de maffia.
Hij was drie keer getrouwd en had acht kinderen, van wie één was geadopteerd. Zijn zoon Dean Paul Martin Jr. kwam om het leven bij een vliegtuigongeluk op 21 maart 1987. Dit was opnieuw een zware aanslag op zijn gezondheid, maar bracht wel zijn vriendschap met Jerry Lewis opnieuw tot leven, doordat Lewis onverwacht de begrafenis van Martins zoon bijwoonde.
Na jaren van lichamelijk en geestelijk verval, stierf Dean Martin aan emfyseem op eerste kerstdag 1995. Hij werd begraven in Westwood Cemetery in Californië. Het grafschrift op zijn graf is Everybody Loves Somebody Sometime, de titel van een van zijn beroemdste liedjes en het enige liedje dat de Beatles in 1964 van de top van de Billboard Hot 100-verkoophitlijsten wist te stoten op het moment dat zij deze domineerden.
Elvis Presley was een grote fan en zei ooit: "Ik mag dan 'The King of Rock-'n-roll' zijn, maar Dean Martin is en zal altijd 'The King of Cool' zijn".

## Filmografie

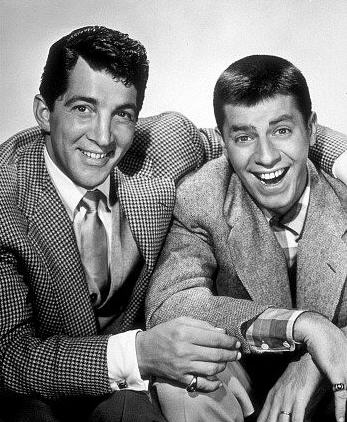
Het duo Martin and Lewis

## Discografie
Zie ook discografie Rat Pack.

### Albums
| Album met eventuele hitnotering(en) in de Nederlandse Album Top 100 | Datum van verschijnen | Datum van binnenkomst | Hoogste positie | Aantal weken | Opmerkingen       |
| ------------------------------------------------------------------- | --------------------- | --------------------- | --------------- | ------------ | ----------------- |
| Dean Martin sings                                                   | 12 januari 1953       | -                     |                 |              |                   |
| Dean Martin                                                         | 13 december 1954      | -                     |                 |              | ep                |
| Swingin' down yonder                                                | 1 augustus 1955       | -                     |                 |              |                   |
| Pretty baby                                                         | 17 juni 1957          | -                     |                 |              |                   |
| This is Dean Martin!                                                | 25 augustus 1958      | -                     |                 |              | Verzamelalbum     |
| Sleep warm                                                          | 2 maart 1959          | -                     |                 |              |                   |
| A winter romance                                                    | 16 november 1959      | -                     |                 |              |                   |
| This time I'm swingin'!                                             | 3 oktober 1960        | -                     |                 |              |                   |
| Dino! Italian love songs                                            | 5 februari 1962       | -                     |                 |              |                   |
| Cha cha de amor                                                     | 5 november 1962       | -                     |                 |              |                   |
| French style                                                        | april 1962            | -                     |                 |              |                   |
| Dino latino                                                         | 27 november 1962      | -                     |                 |              |                   |
| Dean "Tex" Martin: Country style                                    | 14 januari 1963       | -                     |                 |              |                   |
| Dean "Tex" Martin rides again                                       | 10 juni 1963          | -                     |                 |              |                   |
| Dream with Dean                                                     | 4 augustus 1964       | -                     |                 |              |                   |
| Everybody loves somebody                                            | 4 augustus 1964       | -                     |                 |              | Verzamelalbum     |
| The door is still open to my heart                                  | 3 oktober 1964        | -                     |                 |              |                   |
| Hey, brother, pour the wine                                         | 30 november 1964      | -                     |                 |              | Verzamelalbum     |
| Dean Martin hits again                                              | 2 februari 1965       | -                     |                 |              |                   |
| (Remember me) I'm the one who loves you                             | 2 augustus 1965       | -                     |                 |              |                   |
| The lush years                                                      | 11 oktober 1965       | -                     |                 |              | Verzamelalbum     |
| Houston                                                             | november 1965         | -                     |                 |              |                   |
| Relaxin'                                                            | 7 maart 1966          | -                     |                 |              | Verzamelalbum     |
| Somewhere there's a someone                                         | 8 maart 1966          | -                     |                 |              | Verzamelalbum     |
| Dean Martin sings songs from "The Silencers"                        | april 1966            | -                     |                 |              |                   |
| The hit sound of Dean Martin                                        | 26 juli 1966          | -                     |                 |              |                   |
| Happy in love                                                       | 2 augustus 1966       | -                     |                 |              | Verzamelalbum     |
| The best of Dean Martin                                             | 3 oktober 1966        | -                     |                 |              | Verzamelalbum     |
| The Dean Martin Christmas album                                     | 11 oktober 1966       | -                     |                 |              |                   |
| The Dean Martin TV show                                             | 7 oktober 1966        | -                     |                 |              |                   |
| You can't love 'em all                                              | 1967                  | -                     |                 |              | Verzamelalbum     |
| Happiness is Dean Martin                                            | 2 mei 1967            | -                     |                 |              |                   |
| Welcome to my world                                                 | 15 augustus 1967      | -                     |                 |              |                   |
| Dino - Like never before                                            | 7 augustus 1967       | -                     |                 |              | Verzamelalbum     |
| Gentle on my mind                                                   | 1968                  | -                     |                 |              |                   |
| I can't give you anything but love                                  | 1968                  | -                     |                 |              | Verzamelalbum     |
| Dean Martin's greatest hits! volume 1                               | 13 mei 1968           | -                     |                 |              | Verzamelalbum     |
| Dean Martin's greatest hits! volume 2                               | 13 augustus 1968      | -                     |                 |              | Verzamelalbum     |
| Gentle on my mind                                                   | 17 december 1968      | -                     |                 |              |                   |
| The best of Dean Martin, vol. 2                                     | 13 januari 1969       | -                     |                 |              | Verzamelalbum     |
| I take a lot of pride in what I am                                  | 7 augustus 1969       | -                     |                 |              |                   |
| My woman my woman my wife                                           | 25 augustus 1970      | -                     |                 |              |                   |
| For the good times                                                  | 2 februari 1971       | -                     |                 |              |                   |
| Dino                                                                | 18 januari 1972       | -                     |                 |              |                   |
| Sittin' on top of the world                                         | 29 mei 1973           | -                     |                 |              |                   |
| You're the best thing that ever happened to me                      | 14 december 1973      | -                     |                 |              |                   |
| Once in a while                                                     | 20 oktober 1978       | -                     |                 |              |                   |
| The Nashville sessions                                              | 15 juni 1983          | -                     |                 |              |                   |
| Face to face                                                        | 1995                  | -                     |                 |              | met Nat King Cole |
| The very best of - The Capitol & Reprise years                      | 18 september 1998     | 31 juli 1999          | 33              | 5            | Verzamelalbum     |
| Live at The Sands Hotel (8 februari 1964)                           | 27 maart 2001         | -                     |                 |              | Livealbum         |
| Lay some happiness on me: The Reprise years and more 1966-1985      | 21 januari 2002       | -                     |                 |              | Verzamelalbum     |
| Swingin' with Dino                                                  | 24 september 2002     | -                     |                 |              | Verzamelalbum     |
| Dino: The essential Dean Martin                                     | 1 juni 2004           | -                     |                 |              | Verzamelalbum     |
| Christmas with Dino                                                 | 21 september 2004     | -                     |                 |              | Verzamelalbum     |
| Live from Las Vegas (4 april 1967)                                  | 26 april 2005         | -                     |                 |              | Livealbum         |
| Live from Lake Tahoe 1962 (27 juli 1962)                            | 7 juni 2005           | -                     |                 |              | Livealbum         |
| Forever cool                                                        | 14 augustus 2007      | -                     |                 |              | Verzamelalbum     |
| Amore                                                               | 27 januari 2009       | -                     |                 |              | Verzamelalbum     |
| My kind of Christmas                                                | 6 oktober 2009        | -                     |                 |              | Verzamelalbum     |
| Essential love songs                                                | 26 januari 2010       | -                     |                 |              | Verzamelalbum     |
| That's amore                                                        | 26 maart 2010         | -                     |                 |              | Verzamelalbum     |

| Album met hitnotering(en) in de Vlaamse Ultratop 200 albums | Datum van verschijnen | Datum van binnenkomst | Hoogste positie | Aantal weken | Opmerkingen       |
| ----------------------------------------------------------- | --------------------- | --------------------- | --------------- | ------------ | ----------------- |
| Face to face                                                | 1995                  | 16 december 1995      | 4               | 9            | met Nat King Cole |
| That's amore                                                | 2010                  | 10 april 2010         | 9               | 12           | Verzamelalbum     |
| Back to back                                                | 2015                  | 30 mei 2015           | 16              | 12*          | met Rocco Granata |

### Singles
| Single met eventuele hitnotering(en) in de Nederlandse Top 40 | Datum van verschijnen | Datum van binnenkomst | Hoogste positie | Aantal weken | Opmerkingen                                   |
| ------------------------------------------------------------- | --------------------- | --------------------- | --------------- | ------------ | --------------------------------------------- |
| Pré-Top 40                                                    |                       |                       |                 |              |                                               |
| Memories are made of this                                     | 1956                  | 04-1956               | 2               | 24           |                                               |
| Volare                                                        | 1958                  | 07-1958               | 4               | 28           |                                               |
| Return to me                                                  | 1958                  | augustus 1958         | 1               | 32           |                                               |
| Everybody loves somebody                                      | 1964                  | 22 augustus 1964      | 15              | 16           |                                               |
| The door is still open to my heart                            | 1964                  | 28 november 1964      | 34              | 5            |                                               |
| Top 40                                                        |                       |                       |                 |              |                                               |
| Send me the pillow                                            | 1965                  | 27 maart 1965         | 29              | 6            |                                               |
| In the chapel in the moonlight                                | 1967                  | 15 juli 1967          | tip6            | -            |                                               |
| Little 'ole wine drinker, me                                  | 1967                  | 23 september 1967     | tip19           | -            |                                               |
| The Christmas blues                                           | 2011                  | -                     |                 |              | met Ruth Jacott / Nr. 22 in de Single Top 100 |

| Single met hitnotering(en) in de Vlaamse Ultratop 50 | Datum van verschijnen | Datum van binnenkomst | Hoogste positie | Aantal weken | Opmerkingen |
| ---------------------------------------------------- | --------------------- | --------------------- | --------------- | ------------ | ----------- |
| Belle from Barcelona                                 | 1955                  | 1 juli 1955           | 16              | 4            |             |
| Memories are made of this                            | 1956                  | 1 april 1956          | 20              | 4            |             |
| Inamorata                                            | 1956                  | 1 oktober 1956        | 14              | 4            |             |
| Return to me (ritorna a mi)                          | 1958                  | 1 juli 1958           | 7               | 28           |             |
| Volare (nel blu dipinto di blu)                      | 1958                  | 1 september 1958      | 5               | 16           |             |
| Kiss                                                 | 1959                  | 1 februari 1959       | 16              | 4            |             |
| Everybody loves somebody                             | 1964                  | 1 september 1964      | 5               | 12           |             |
| The door is still open to my heart                   | 1964                  | 1 november 1964       | 4               | 16           |             |

### NPO Radio 2 Top 2000
| Nummers met noteringen in de NPO Radio 2 Top 2000            | '99  | '00 | '01  | '02  | '03  | '04  | '05  | '06  | '07  | '08  |
| ------------------------------------------------------------ | ---- | --- | ---- | ---- | ---- | ---- | ---- | ---- | ---- | ---- |
| Everybody Loves Somebody                                     | 1449 | -   | 1842 | 1912 | 1638 | 1861 | 1532 | 1623 | 1529 | 1626 |
| How D'Ya Like Your Eggs in the Morning (met Helen O'Connell) | 1649 | -   | 1941 | -    | -    | -    | -    | -    | -    | -    |

1. ↑  Een '-' betekent dat het nummer niet was genoteerd en een vetgedrukt getal geeft de hoogste notering van een nummer aan.
2. ↑  Deze tabel is bijgewerkt tot en met de laatste editie (2024).

- Bibsys: 90877777
- Biblioteca Nacional de España: XX879740
- Bibliothèque nationale de France: cb138971374 (data)
- Catàleg d'autoritats de noms i títols de Catalunya: 981058616104206706
- Gemeinsame Normdatei: 119094916
- International Standard Name Identifier: 0000 0003 6859 8232
- Library of Congress Control Number: no89005814
- Nationale Bibliotheek van Letland: 000197245
- MusicBrainz: 5e6c760b-42e0-4df4-a221-0269355da00a
- Nationale Bibliotheek van Tsjechië: xx0000736
- Nationale bibliotheek van Australië: 35939740
- Nationale Bibliotheek van Israël: 987007320933205171
- Nationale Bibliotheek van Polen: a0000001909436
- Nationale en Universitaire bibliotheek Zagreb: 000334942
- Nederlandse Thesaurus van Auteursnamen: 071237232
- Réseau des bibliothèques de Suisse occidentale: 02-A005865331
- LIBRIS: 272437
- SNAC: w6x63q6s
- Système universitaire de documentation: 056587635
- Museum of New Zealand Te Papa Tongarewa: 18201
- Trove: 1155562
- Virtual International Authority File: 27252503
- WorldCat: E39PBJmP6MRrGjwYhmRwk3T4MP